# Investeringsmynt
Investeringsmynt (bullionmynt) är mynt som präglas av ädelmetall och köpes för investeringsändamål. Deras värde är baserat på metallvärdet och fluktuerar dagligen. Kända  investeringsmynt är sydafrikanska Krugerrand, kanadensiska Gold Maple Leaf och amerikanska Gold Eagle. 
Investeringsmynt finns i både guld och silver, ibland även i platina och palladium. De produceras vanligen i olika storlekar baserade på bråkdelar eller multipler av 1 troy ounce (31,10 gram). Det finns även investeringsmynt som väger 1 kilogram eller mer.
Försäljningspriset för investeringsmynt är något högre än spotpriset på råvarubörsen, vilket beror på myntens lilla storlek och kostnaderna i samband med tillverkning, lagring och distribution. Prispremien varierar beroende av myntets typ, vikt och ädelmetall. Den påverkas även av den rådande efterfrågan. 
De flesta investeringsmynt har ett påtryckt värde och är lagliga betalningsmedel i sina respektive länder. De används dock inte i handeln, då metallvärdet är mycket högre än det nominella värdet.
Investeringsmynt i guld är momsbefriade i hela EU. Det är däremot inte motsvarande produkter av silver och andra ädelmetaller.

## Lista över investeringsmynt i guld
| Land       | Namn           | Renhet | Finvikt         | Präglat år |
| ---------- | -------------- | ------ | --------------- | ---------- |
| Australien | Kangaroo       | .9999  | 1/10 oz – 10 kg | 1989 – nu  |
|            | Nugget         | .9999  | 1/10 – 1 oz     | 1986–1988  |
| England    | Britannia      | .9999  | 1/10 – 1 oz     | 1987– nu   |
| Kanada     | Maple Leaf     | .9999  | 1/20 – 1 oz     | 1979 – nu  |
| Kina       | Panda          | .999   | 1/10 – 1 oz     | 1982 – nu  |
| Mexiko     | Libertad       | .999   | 1/20 – 1 oz     | 1991 – nu  |
|            | Centenario     | .900   | 37,5 g          | 1921–1947  |
| Sydafrika  | Krugerrand     | .917   | 1/10 – 1 oz     | 1967 – nu  |
| USA        | Eagle          | .917   | 1/10 – 1 oz     | 1986 – nu  |
|            | Double Eagle   | .900   | 30,09 g         | 1849–1933  |
| Österrike  | Philharmoniker | .9999  | 1/25 – 1 oz     | 1989 – nu  |
|            | 100 Coronas    | .900   | 30,48 g         | 1915       |

## Lista över investeringsmynt i silver
| Land       | Namn           | Renhet | Finvikt           | Präglat år |
| ---------- | -------------- | ------ | ----------------- | ---------- |
| Australien | Kangaroo       | .9999  | 1 oz              | 1993 – nu  |
|            | Kookaburra     | .999   | 1, 2, 10 oz, 1 kg | 1990 – nu  |
| England    | Britannia      | .999   | 1 oz              | 2013 – nu  |
| Kanada     | Maple Leaf     | .9999  | 1 oz              | 1988 – nu  |
| Kina       | Panda          | .999   | 1 oz – 30 g       | 1989 – nu  |
| Mexiko     | Libertad       | .999   | 1, 2, 5 oz, 1 kg  | 1982 – nu  |
| USA        | Eagle          | .999   | 1 oz              | 1986 – nu  |
| Österrike  | Philharmoniker | .999   | 1 oz              | 2008 – nu  |

## Lista över investeringsmynt i platina
| Land       | Namn           | Renhet | Finvikt     | Präglat år |
| ---------- | -------------- | ------ | ----------- | ---------- |
| Australien | Koala          | .9995  | 1/20 – 1 oz | 1988–2008  |
|            | Platypus       | .9995  | 1 oz        | 2011 – nu  |
| Kanada     | Maple Leaf     | .9995  | 1/4 – 1 oz  | 1988 - nu  |
| USA        | Eagle          | .9995  | 1/10 – 1 oz | 1997 – nu  |
| Österrike  | Philharmoniker | .9995  | 1 oz        | 2016       |